# Bhanjanagar
Bhanjanagar é uma cidade e uma notified area committee no distrito de Ganjam, no estado indiano de Orissa.

## Geografia
Bhanjanagar está localizada a 19° 56′ N, 84° 35′ L. Tem uma altitude média de 69 metros (226 pés).

## Demografia
Segundo o censo de 2001, Bhanjanagar tinha uma população de 19,699 habitantes. Os indivíduos do sexo masculino constituem 52% da população e os do sexo feminino 48%. Bhanjanagar tem uma taxa de literacia de 78%, superior à média nacional de 59.5%; a literacia no sexo masculino é de 84% e no sexo feminino é de 72%. 10% da população está abaixo dos 6 anos de idade.